# 戸田氏尹
戸田 氏尹（とだ うじただ、元禄11年（1698年） - 明和7年10月25日（1770年12月11日））は、江戸時代中期の高家旗本。内藤信有の四男。通称は岩之助、大学、寛休。
高家旗本戸田氏興の末期養子。実父信有の後妻は戸田氏豊の娘で旗本中条信慶の養女として嫁いでいた。ただし氏尹の生母は戸田氏ではない。
宝永6年（1709年）12月25日、氏興の死去により家督を相続する。表高家に列する。生涯高家職に就くことはなかった。宝永7年（1710年）4月19日将軍徳川家宣に御目見する。寛保2年（1742年）7月26日隠居し、長男氏富に家督を譲る。明和7年（1770年）10月25日死去、73歳。